# Nonia Celsa
Nonia Celsa  es el nombre que se da en la Historia Augusta a la esposa del emperador romano Macrino, quien gobernó brevemente en 217-218. Fue madre de Diadumeniano (nacido en 208).

## Vida
La única evidencia de su existencia es una carta feliz supuestamente escrita por Macrino a su esposa después de convertirse en emperador. La primera línea dice así: "Opelio Macrino a su esposa Nonia Celsa. La buena fortuna que nosotros hemos alcanzado, querida esposa, es incalculable".
La carta puede encontrarse en la biografía de Diadumeniano, parte de una colección llamada Historia Augusta. Tales documentos son considerados generalmente como invenciones del libro. El biógrafo también es famoso por inventarse muchas personas y nombres de los que no hay otra evidencia que existieran. Sin otras evidencias, la existencia de Nonia Celsa permanece como altamente dudosa.